# گرین ارو
گرین اَرو یا (به انگلیسی: Green Arrow) با نام اصلی الیور جوناس کوئین (به انگلیسی: Oliver Jonas Queen) یک شخصیت خیالی ابرقهرمان در کتاب‌های کامیک آمریکایی منتشر شده توسط دی‌سی کامیکس است. این شخصیت توسط نویسنده مورت ویسینگر و طراح جورج پپ خلق شده است؛ که برای نخستین بار در گلچین ادبی مور فان کامیکس (نوامبر ۱۹۴۱) معرفی شد. محل فعالیت وی استار سیتی است، پدر وی رابرت کویین و مادر وی مویرا کویین می‌باشد.
اولیور یک لباس چرمی سبز می‌پوشد با یک هودی که به آن متصل است شبیه به شخصیت رابین هود و یک تیرانداز است (البته در خود کمیک‌های گرین اَرو هم اشاره شده که الیور از رابین هود الهام گرفت و شد گرین ارو) و تیرهای وی انواع مختلف و کاربردهای مختلفی دارد به‌طور مثال تیرهای چسبی، تیرهای توری، تیرهای انفجاری، تیرهای بمب ساعتی، تیرهای آتش‌خاموش‌کن و حتی تیرهای کریپتونیک نیز دارد. وی علاوه بر تیراندازی با کمان، شمشیرباز ماهر، و همچنین مهارت‌های رزمی قابل تحسینی دارد. همچنین اولیور برعکس شخصیت کماندارهای دیگر مانند کلینت بارتون (هاکای مارول) یا رابین هود دیزنی یا کماندارهای مختلف فقط یک کماندار ماهر نیست بلکه شخصیت جنگجو باتجربه و فوق‌العاده باهوش است و توانایی‌های خاص خود را دارد. با اینکه بدون قدرت فرابشری است اما شکست دادن آن سخت است. حتی ابرقهرمان‌ها، ابرشرورها با وجود قدرت‌های فرابشری نمی‌تواند او را به راحتی شکست دهند و مبارزهٔ آن‌ها با گرین ارو سخت خواهد بود.
گرین ارو در اوایل دوران حضورش، شباهت بسیار زیادی به قهرمان دیگر دنیای دی سی یعنی بتمن داشت و می‌توان گفت که تنها فرق او با بتمن، این بود که گرین ارو یک تیرانداز بسیار ماهر بود. اما به مرور زمان، با افزایش محبوبیت گرین ارو، نویسندگان تصمیم گرفتند که ماهیت این شخصیت را کمی تغییر دهند و او را تبدیل به یک کاراکتر متمایز نسبت به بتمن بکنند. شخصیت گرین ارو توسط مورد ویسینگر و جورج پاپ خلق شده است. این کاراکتر برای اولین‌بار در قسمت ۷۳ سری کتاب کمیک More Fun Comics که در ماه نوامبر سال ۱۹۴۱ منتشر شده بود، ظاهر شد. اینگونه گفته می‌شود که مورت ویسینگر برای خلق گرین ارو، از یک سری فیلم به نام The Green Archer الهام گرفته است؛ این مجموعه فیلم هم براساس یک سری کتاب که توسط ادگار والاس نوشته شده، ساخته شده است. به همین ترتیب ویسینگر از این مجموعه الهام گرفت و قهرمان جدید خود را خلق کرد. او از طرف دیگر، یک سری ایده هم از مجموعهٔ بتمن در همان برهه زمانی منتشر می‌شد، الهام گرفت. شباهت‌های اولیهٔ بین این دو شخصیت کاملاً واضح است.
هر دوی آن‌ها یک نوع وسیله حمل‌ونقل داشتند (ارو کار و بت موبیل)، هر دوی آن‌ها یک دستگاه نمایش سیگنال داشتند (ارو سیگنال و بت سیگنال)، هر دوی آن‌ها همکاران جوان‌تر داشتند (روی هارپر و دیک گریسون)، هر دوی آن‌ها پایگاه مخفی داشتند (ارو کیو و بت کیو) و در نهایت هم هر دوی آن‌ها پسرهای خوشگذران و ثروتمندی محسوب می‌شدند. می‌توان گفت که آن اوایل، شخصیت گرین ارو و همچنین اسپیدی، به‌عنوان کاراکترهای پشتیبانی به کار برده می‌شدند. اما بعد از گذشت مدتی تبدیل به شخصیت‌های محبوبی شدند و جایگاه ویژه خود را به دست آوردند. در سال‌های بعد، گرین ارو تبدیل به یکی از شخصیت‌های پخته و بالغی شد که در دنیای دی سی کامیکس وجود داشت و فعالیت می‌کرد.
او در طی این مسیر پختگی و بزرگ شدن، با مشکلات اجتماعی بسیار زیادی مانند درگیری با مواد مخدر و غیره دست‌وپنجه نرم کرده است. در قسمت ۸۶ سری کتاب کمیک Green Lantern، اولیور کویین/گرین ارو یک نامه تشویقی از شهردار شهر نیویورک یعنی «جان لیندزی» دریافت کرد. گرین ارو در ۳۳۵۱ کتاب کمیک حضور داشت که در قسمت ۱۰۱ سری کتاب کمیک Green Arrow به نام Run of the Arrow، قسمت ۱ سری کتاب کمیک The New 52: Futures End، قسمت ۱ سری کتاب کمیک Convergence World's Finest به نام The Seven Soldiers of Victory و قسمت ۳۳ سری کتاب کمیک Injustice: Gods Among Us به نام Chapter 33 جان خود را از دست داده است.

## زندگینامه ساختگی شخصیت
الیور کویین یک پسر بسیار لوس و پولدار محسوب می‌شد که همیشه به‌دنبال هیجان‌های زیاد بود؛ تا زمانی‌که در یک جزیره متروکه و بسیار دور، برای چندین سال تنها گذاشته شد. در آن‌جا او به روش‌های مختلف آموزش دید و تبدیل به یک تیرانداز بسیار ماهر و استاد شد تا بلکه به این طریق بتواند خودش را در آن وضعیت زنده نگه دارد. او بعد از اینکه به خانه بازگشت، از توانایی‌های تازه به‌دست آوردهٔ خود و همچنین ثروت فوق‌العاده زیادی که داشت، استفاده کرد و تبدیل به یک پارتیزان به نام گرین ارو شد. علاوه‌بر این، او یکی از اعضای تیم لیگ عدالت هم محسوب می‌شود و در کنار دوست‌های ابرقهرمان خود به مبارزه می‌پردازد. نسبت به قبل، در داستان‌های عصر مدرن، کمتر از شخصیت گرین ارو استفاده می‌شود. او طیف گسترده‌ای از تیرهای فریبندهٔ مختلف دارد که هر کدام عملکرد مخصوص به خودشان را دارند؛ مانند تیرهای چسبنده، انفجاری، قلاب‌دار، دارای نارنجک‌های نورانی و سریع، گاز اشک‌آور و حتی تیرهای کریپتونایت‌دار. او از این تیرهای خود در مواقع خاص استفاده می‌کند. گرین ارو در اوایل دوران حضورش، شباهت بسیار زیادی به قهرمان دیگر دنیای دی سی یعنی بتمن داشت و می‌توان گفت که تنها فرق او با بتمن، این بود که گرین ارو یک تیرانداز بسیار ماهر بود. اما به مرور زمان، با افزایش محبوبیت گرین ارو، نویسندگان تصمیم گرفتند که ماهیت این شخصیت را کمی تغییر دهند و او را تبدیل به یک کاراکتر متمایز نسبت به بتمن بکنند. اولیور کویین یک جوان خوش‌گذران محسوب می‌شد که بعد از مرگ پدر و مادرش، میلیون‌ها دلار ثروت به ارث برد. او اصلاً به جامعه خود خدمت نکرد و تقریباً هیچ اهمیتی برای آن قائل نبود. اولیور دقیقاً به همان شکلی که دوست داشت زندگی می‌کرد؛ البته که با همین سبک زندگی، رقیب‌ها و دشمنان زیادی را هم برای خود به وجود آورد. او توسط یکی از کارمندانش که در تلاش بود تا چهارده میلیون دلار از ثروت او را اختلاس کند، به درون دریا انداخته شد. بعد از این ماجرا، همه تصور می‌کردند که اولیور در دریا گم و درنهایت هم جان خود را به همان شکل از دست داده است. بااین‌حال، اولیور توانست از آن وضعیت جان سالم به در ببرد اما بعد از آن در یک جزیره متروکه در اقیانوس آرام که به نام Starfish Island گم شد؛ آن هم درحالی‌که هیچ‌کس در دنیا از این موضوع خبر نداشت.
اولیور جستجوی خود را در آن جزیره آغاز کرد و بعد از مدتی به‌جای مسکونی‌ای رسید که هیچ‌کس در آن زندگی نمی‌کرد. او خیلی زود تلاش کرد تا مقداری آب از درون چاه بیرون بیاورد اما متوجه شد که ساکنان این روستای کوچک کشته شده بودند و باقیمانده جسد آن‌ها درون این چاه انداخته شده بود. اولیور از پی بردن به این اقدام بسیار ترسناک شوکه شد و به این نتیجه رسید که تمام افرادی که مسبب این اتفاق بودند، باید با عدالت و محاکمه روبه‌رو می‌شدند. او از قبل یک استعداد در زمینه تیراندازی در وجودش داشت. به همین ترتیب هم توانست با ابتکار درونی خود و با استفاده از قطعات باقیماندهٔ یک ژنراتور شکسته، یک کمان برای خودش بسازد. بعد از انجام این کار، اولیور با استفاده از کمان موقتی خود، شکار را آغاز کرد تا چیزی برای خوردن به دست بیاورد.
گرین ارو در ابتدا به این منظور خلق شد که جایگزینی برای شخصیت بتمن باشد
استعدادها و توانایی‌هایی که او در ماجراجویی‌های خود و همچنین در طی مدت زمانی‌که یک پیش‌آهنگ بود یادگرفت، به او کمک کرد تا بتواند در این شرایط زنده بماند. بعد از ماه‌ها تنها بودن، او متوجه شد که در طی همین مدتی که در آن جزیره تنها زندگی می‌کرد، بیشتر از هر زمان دیگری در زندگی‌اش احساس خوشحالی و شادی می‌کرد. شکار برای زنده ماندن و همچنین زندگی کردن به‌تنهایی، به‌طور کامل آن خلاء وفضای خالی‌ای را که تلاش می‌کرد با خوشگذرانی و هیجان‌های لحظه‌ای از بین ببرد، پر کرده بود. زمانی‌که یک هواپیما به سمت آن جزیره آمد، اولی تلاش کرد تا به آن‌ها علامت بدهد اما این کار او فقط باعث شد تا آن‌ها به سمت او شلیک کنند. به همین دلیل، اولی تصمیم گرفت تا از کمان خود استفاده کند و در آن شرایط برتری را به دست بیاورد؛ او درنهایت باعث فرود این هواپیما شد. زمانی‌که یک سری قاچاقچی مواد به آن‌جا حمله کردند تا کشتی حامل محموله را تحت کنترل خود بگیرند، او توانست از آن‌جا فرار کند و جان خود را از دست آن‌ها نجات دهد. در طی این مسیر، اولیور تلاش کرد تا با استفاده از تعداد زیادی برگ لباس مبدلی را برای خود درست کند و روی صورت خود را هم به وسیله گریسی که به زنجیر لنگر چسبیده بود، بپوشاند. به همین ترتیب او توانست مهاجمان و یاغیان را بگیرد و خدمه را هم نجات دهد. در طی همین مدت مشخص شد که این قاچاقچیان مواد، درواقع همان افرادی بودند که اعضای جزیره را به قتل رساندند. از همین رو اولیور هم کمان خود را برداشت و آنقدر با آن‌ها مبارزه کرد که درنهایت آن‌ها را شکست داد و سرکوبشان کرد.
بعد از این اتفاق، زمانی‌که او این قاچاقچیان مواد را به پلیس تحویل داد، برای اولین‌بار طعم و مزه مبارزه با جرم و جنایت را چشید و به دنیایی بازگشت که قصد داشت تمام تلاشش را برای تغییر و بهتر شدن آن انجام دهد. اولیور بعد از بازگشت، تصمیم گرفت تا با استفاده از ثروت بسیار زیاد خود، تیرهای فربیندهٔ مختلفی را بسازد و بتواند تحت هویت جدید خود، از آن‌ها استفاده کند. این تیرها شامل تیرهای طنابی، الکتریکی، انفجاری و غیره بودند. بااین‌حال اولیور در همین نقطه متوقف نشد و در مرور زمان تلاش کرد تا چیزهای بیشتری برای خود بسازد. او در سال‌های اولیه فعالیت خود، یک ماشین و هواپیما مخصوص به خودش ساخت. او حتی با الهام از ایدهٔ ساده بت-سیگنال تصمیم گرفت که یک سیگنال مخصوص به خودش را هم بسازد.
بعد از گذشت مدت زمانی از فعالیت اولیه گرین ارو، یک همتا و همکار جوانتر به نام «روی هارپر» ملقب به «اسپیدی» هم به او پیوست. اسپیدی هم درست همانند گرین ارو یک تیرانداز بسیار ماهر بود و همین موضوع باعث شد تا این دو تبدیل به یک تیم بسیار خوب شوند. آن‌ها حتی برای یک مدت زمان طولانی، در کنار یکدیگر کار کردند. زمانی‌که گرین ارو ثروت خود را از دست داد، تبدیل به یک شخصیت تاریک‌تر و دارک‌تر شد. به همین ترتیب، بیشتر از قبل به خیابان‌هایی که از آن‌ها محافظت می‌کرد، نزدیک‌تر شد و افرادی که در آن‌جا زندگی می‌کردند، شباهت بیشتری پیدا کرد. او حتی در همین دوران یک ریش مخصوص (اصطلاح ریش بزی) هم گذاشت؛ ریش مخصوصی که امروزه خیلی معروف شده است. در طی همین برهه زمانی بود که اولی به‌طور آشکار دیدگاه‌های سیاسی خود در رابطه با جناح چپ اعلام کرد و به‌نوعی از این دیدگاه حمایت کرد

### New 52
داستان گذشته و منشأ گرین ارو در این مجموعه کمی نسبت به قبل متفاوت است. در این توالی، قرار بود که اولیور کویین در طی مدت زمانی‌که یک مهمانی برای یک کشتی نفتی برگزار کرده، به درون آب انداخته شود. اما درنهایت این مهمانی توسط دزدان دریایی خراب شد. اولیور که خیلی به خودش مغرور بود، تصور می‌کرد که می‌تواند این دزدان دریایی را متوقف کند به همین دلیل به سمت اسیر کننده‌ها تیری پرتاب کرد؛ با وجود اینکه بهترین دوستش یعنی تامی مرلین از او خواهش کرد که این کار را انجام ندهد. بااین‌حال، او در پرتاب این تیر اشتباه کرد و باعث شد تا جایی که آن‌ها روی آن مهمانی گرفته بودند، منفجر شود. همین اتفاق ظاهراً باعث شد تا مرلین کشته شود و اولیور هم به درون آب افتاد. او بالاخره به یک ساحل رسید، آن هم تنها با یک کمان.
بعد از گذراندن مدت زمانی در آن جزیره و همچنین تقویت توانایی‌های خود در زمینه تیراندازی با کمان، اولیور متوجه شد که او تنها فردی نیست که در آن جزیره زندگی می‌کند؛ زیرا زمانی‌که در یک تور گیر کرده بود، فردی او را آزاد کرد و به داخل یک کابین برد تا او را شکنجه کند. کمی بعد از منتقل شدن به کابین، اینگونه نشان داده شد که ظاهراً اولیور به روش‌های مختلفی شکنجه شده بود؛ روش‌هایی مانند شکنجه با آب یا همان القای حس غرق شدن، بریدن یا فروکردن چاقو در بدن او. در طی این شکنجه، سؤال‌هایی مانند اینکه او چه کسی است و چه او در آن جزیره بود، از اولیور پرسیده می‌شد. با اینکه اولیور با صداقت کامل این سؤال‌ها را پاسخ می‌داد، اما آن‌ها باور نمی‌کردند و دوباره سؤال‌های خود را می‌پرسیدند. آن‌ها در صحبت‌های خود اعلام کرده بودند که رهبر آن‌ها، یعنی مردی که ماسک اژدها به‌صورت دارد، اصلاً دست از این کار برنمی‌دارد اما اجازه مردن هم به او نمی‌دهد.
پسر اولیور کویین یعنی کانر هاوک هم برای مدتی گرین ارو بوده است
درست زمانی‌که آن‌ها در تلاش بودند تا دندان اولیور را از جا بکنند، او به خود آمد و برای زندگی خود مبارزه کرد. او حتی برای اینکه بتواند زنده بماند، دست به کشتن هم زد و در نهایت از آن‌جا فرار کرد. بعد از فرار از آن کابین، اولیور توسط خود آن مرد با ماسک اژدها تحت تعقیب قرار گرفت. کار به جایی رسید که مبارزه تن به تنی بین آن‌ها آغاز شد؛ مبارزه‌ای که در پایان آن اولیور توانست با پرتاب کردن دشمن خود از روی یک صخره، پیروز آن باشد. بعد از گذشت مدتی مشخص شد که پدر اولیور یعنی «رابرت کویین» درواقع پشت تمام این اتفاقات بوده است؛ حمله به کشتی، تنها رها شدن در آن جزیره و همچنین مشخص شد که آن مرد با ماسک اژدها همان رابرت بوده است.

### اتفاقات اخیر
در این برهه زمانی دیگر اولیور کویین در سیاتل زندگی می‌کند؛ آن هم با خواهر ناتنی خود یعنی «امیکو کویین». او قناری سیاه را ملاقات می‌کند و با او متحد می‌شود تا در رابطه با یک سازمان به نام Ninth Circle تحقیق کنند. زمانی‌که آن‌ها خیلی به این سازمان نزدیک شدند، اعضای تیم Ninth Circle، فردی به نام «شَدو» را که مادر امیکو محسوب می‌شد و برای این سازمان کار می‌کرد، به سراغ گرین ارو فرستادند. از طرف دیگر هم امیکو که تمام این مدت برای مادرش جاسوسی می‌کرد، به گرین ارو خیانت کرد. آن‌ها به طرز وحشیانه‌ای اولیور را کتک زدند و در پایان هم او را به درون اقیانوس انداختند.
آن‌ها تصور می‌کردند که با این کار اولیور را به قتل رسانده‌اند اما او توسط یک دوست نجات یافت و به بهبودی کامل رسید. در همین حین هم قناری سیاه به‌دنبال سازمان Ninth Circle رفت تا از آن‌ها انتقام بگیرد زیرا تصور می‌کرد که اولیور مرده است. اولیور که بعد از گذشت مدتی کاملاً درمان شده بود، به‌دنبال فردی می‌گشت تا بتواند در شکست دادن Ninth Circle، از او کمک بگیرد؛ به همین دلیل با دوست خوب قدیمی‌اش یعنی «جان دیگل» ارتباط برقرار کرد. به همین ترتیب، این دو با کمک یکدیگر به سراغ این سازمان رفتند. بعد از کمی تحقیق و جست‌وجو، این دو دوست توانستند پایگاه آن‌ها را پیدا کنند و در همین حین هم به‌طور اتفاقی با قناری سیاه روبه‌رو شدند.
در همین برهه زمانی امیکو متوجه شد که با خیانت به اولیور مرتکب چه اشتباهی شده است. به همین دلیل تصمیم گرفت که با آن‌ها متحد شود. آن‌ها بلافاصله یکی از پایگاه‌های عملیاتی این سازمان را منفجر کردند. آن‌ها متوجه شدند که در این پایگاه یک چیز وجود داشت و آن هم متعلق به اولیور بود؛ مثل اینکه یکی از مدیران اولیور در این سازمان قرار داشت. اما آن‌ها مجبور بودند که این سازمان را متوقف کنند، آن هم به هر قیمتی که شده. بااین‌حال، زمانی‌که آن‌ها در حال فرار بودند و بمب هنوز منفجر نشده بود، شَدو و همچنین افرادش به آن‌جا آمدند و بعد از غافلگیر کردن آن‌ها، امیکو را همراه خود بردند.
اولیور تلاش کرد تا خواهر خود را نجات دهد اما زمان آن‌ها تمام شد و بعد از منفجر شدن بمب، به همراه دیگر اعضای تیم خود به سمت آب و اعماق اقیانوس پرتاب شد. بعد از گذشت مدتی آن‌ها به یک جزیره رسیدند؛ جایی که ظاهراً به‌عنوان پایگاه مخفی Ninth Circle از آن استفاده می‌شد. به همین ترتیب اعضای این تیم دوباره درکنار هم جمع شدند و پایگاه آن‌ها را نابود کردند. بعد از این اتفاق، آن‌ها به وسیله یک ایستگاه قطار از آن‌جا فرار کردند؛ قطاری که قرار بود به‌عنوان سیستم مترویی جدید سیاتل استفاده شود.
مدت زیادی طول نکشید که این قطار ربوده شد. به همین ترتیب اولیور و دیگر اعضای تیم خود بلافاصله به کمک مسافران داخل قطار رفتند و امنیت آن‌جا را برقرار کردند. در همین حین مشخص شد که تمام این اتفاقات، بخشی از نقشه سازمان Ninth Circle بوده است. اما برای هر اقدامی، عواقبی وجود دارد. در طی این ماجراها، یک نفر در حال تماشا کردن بود و تصمیم گرفت که با جا زدن خود به‌جای اولیور کویین، تمام شهرت و محبوبیتی را که داشت، از بین ببرد. بعدها مشخص شد که این فرد درواقع «مالکوم مرلین» یعنی پدر تامی مرلین بود که قصد داشت با این کار، انتقام پسر خود را از اولیور بگیرد.

### دوران برنز
برخلاف بتمن، گرین ارو اصلاً مشکلی با اینکه نقطه نظرها و دیدگاه‌های خود را به تمام مردم دنیا اعلام کند، ندارد. همین موضوع اغلب اوقات باعث می‌شد تا کنار آمدن و همچنین کار کردن با یکدیگر، برای هر دوی آن‌ها تا حد زیادی سخت و دشوار باشد. بیشتر اوقات هم این اتفاق زمانی رخ می‌دهد که با گرین ارو تماس گرفته می‌شود تا به کمک تیم لیگ عدالت بیاید. نام گرین ارو را درواقع رسانه‌ها و خبرنگاران به اولیور کویین دادند. هنوز مدت زیادی از آغاز فعالیتش نگذشته بود که گرین ارو خیلی زود توانست به جمع اعضای لیگ عدالت آمریکا بپیوندد. دیدگاه‌های سیاسی او باعث شد تا به‌صورت مستقیم با «هال جوردن» وارد مبارزه و درگیری شود؛ کسی که خیلی زود تبدیل به دوست خیلی خوب و صمیمی گرین ارو شد.
گرین ارو دوست داشت که دنیا را تغییر دهد و حاضر بود برای انجام این کار، هر کاری را که فکر می‌کند درست و البته اخلاقی است، انجام دهد حتی اگر این کارها مخالف قانون تعیین شده باشد. این در حالی بود که هال جوردن اصلاً این طرز فکر را دوست نداشت و قصد داشت که به‌عنوان یک شخصیت سازنده و مفید، نظم را برقرار کند. البته هال دوست داشت که در طی این مسیر با دولت همکاری کند نه اینکه مقابل آن بایستد. اولی تصور می‌کرد که هال مردی است که درون نقشی که در ارتش گرین لنترن دارد، گیر کرده است و به همین خاطر نمی‌تواند کسانی را که واقعاً به کمک نیاز دارند، ببیند. از همین رو، این دو ماجراجویی‌ای را آغاز کردند و به تمام قسمت‌های آمریکا رفتند. آن‌ها در طی این ماجراجویی شاهد جرم و جنایت‌هایی بودند که به‌شدت روی زندگی روزانهٔ آمریکایی‌ها تأثیر می‌گذاشت.

### بعد از فلش پوینت/زمین صفر
در نسخه جدید دنیای دی سی یعنی بعد از اتفاقاتی که در رویداد فلش پوینت رخ داد، اولیور کویین هم تا حدودی دستخوش تغییرات شد. او در این نسخه کمی جوانتر بود و دیگر آن ریش و سبیل‌هایی که تبدیل به نماد او شده بود، نداشت. او در این مجموعه دیگر در سیاتل مستقر بود و زندگی می‌کرد. اولیور برای اینکه بتواند تکنولوژی مخصوص به خودش را توسعه دهد و تولید کند، با چندین کارمند مختلف از شرکت صنایع کویین همکاری می‌کرد. علاوه‌بر این، این کارمندان به او کمک می‌کردند تا او بتواند عملیات‌های خود را با موفقیت انجام دهد. در بخش تجارت و کسب‌وکار، شرکت صنایع کویین به‌لطف یکی از بخش‌های خود که Q-Core نام داشت، با موفقیت و درآمد بسیار بالا فصل‌ها را پشت سر می‌گذاشت و جلو می‌رفت.
واحد Q-Core تا به آن زمان دستگاه‌های مختلف زیادی را به بازار عرضه کرده بود که همه آن‌ها هم موفقیت‌های زیادی را برای شرکت خود به ارمغان آورده بودند؛ دستگاه‌هایی مانند Q-Phone و Q-Pad. به‌طور معمول، اولیور کویین اصلاً در جلسات مهم شرکت، به‌خصوص جلسات هیئت مدیره ظاهر نمی‌شد. همین موضوع به‌شدت باعث ناراحتی مدیرعامل آن‌جا «والتر امرسون» شده بود؛ به طوری که او قصد داشت هرچه زودتر فکری به حال اولیور بکند و این بازی را به پایان برساند. لازم است ذکر شود که در حال حاضر گرین ارو مشغول ساخت گالری شروران خودش است زیرا روزبه‌روز مجرمان جدیدی به شهر او می‌آیند تا با این تیرانداز سبزپوش مبارزه کنند و او را به چالش بکشند.

### شکارچیان کمان بلند
بعد از ماجراهای رویداد بحران در زمین‌های بینهایت، گرین ارو دوباره دستخوش تغییرات شد و این بار در جهان بعد از بحران ظاهر شد؛ آن هم در خط داستانی مینی سری مخصوص به خودش یعنی Green Arrow: The Longbow Hunters. در این برهه زمانی، گرین ارو به تیم لیگ عدالت پیوسته بود و درست در طی همین دوران، عاشق شخصیت دیگری به نام قناری سیاه شد. آن‌ها یک ارتباط احساسی و عاشقانه را آغاز کردند که به اندازه چندین دهه به‌طور انجامید. این عشق آنقدر زیاد بود که درنهایت منجر به این شد که گرین ارو یک مرد را به قتل برساند. دایانا و اولی مدت کمی پیش از تولد ۴۳ سالگی اولیور، به سیاتل نقل مکان کردند. در طی همین ماجراها، اولی متوجه شد که پسر ناتنی‌اش یعنی درواقع همان روی، خودش پدر شده است. از همین رو به دایانا اعلام کرد که دوست دارد یک خانواده تشکیل دهد اما او این موضوع را نپذیرفت.
پس از این اتفاق، اولی یک قاتل سریالی که نام خودش را Seattle Slasher گذاشته بود، مورد هدف قرار داد و تصمیم گرفت که به‌دنبال او برود. او در طی همین جستجوها متوجه شد که هدف او یک سرباز قدیمی است که از لحاظ ذهنی بیمار است؛ کسی که در زیر خیابان‌های سیاتل زندگی می‌کرد. با اینکه اسلشر تلاش کرد تا با فرار خودش را نجات دهد، اما مورد اصابت تیر یک تیرانداز زن به نام شدو قرار گرفت و جان خود را از دست داد. شدو یک مأموریت برای خود تعیین کرده بود و هر سربازی را که به پدرش بی‌احترامی کرده بودند، به قتل می‌رساند؛ اسلشر هم یکی از همان سربازها بود که توسط شدو کشته شد.
اولی در ابتدا اصلاً در این ماجرا دخالت نکرد. اما مدت کمی بعد از آن متوجه شد که قاچاقچی موادی که دایانا در حال تعقیب کردن او بود، کشته شده است. به همین ترتیب بلافاصله به انبار Magnor رفت و متوجه شد که او کتک خورده و خونین است. در همین حین، اولیور صدای مردی را شنید که می‌گفت قصد داشت آسیب خیلی بیشتری را به دایانا وارد کند. همین حرف باعث شد تا اولی به‌شدت عصبانی شود و از روی علاقه خیلی زیادی که به نامزد خود داشت، تیری را در ناحیه سینه به سمت این مرد پرتاب کند. البته این مرد تنها فرد نبود بلکه اولیور به سمت تعداد خیلی زیادی از این باند مواد مخدر تیراندازی کرد. بعد از این ماجراها، شدو یک پیغام برای اولی فرستاد و از او خواست که در کوه رینیر با او ملاقات کند؛ جایی که شدو قصد داشت تا در آن‌جا، Magnor را به قتل برساند.
اولی در ابتدا قصد داشت که از رخ دادن این اتفاق جلوگیری کند. اما در همین حین یک مزدور به نام «ادی فایرز» را دید که با یک اسلحه تک تیرانداز روی شدو تمرکز کرده بود و قصد داشت که او را به قتل برساند. به همین ترتیب اولی به سراغ ادی رفت و او را از شلیک کردن به سمت شدو متوقف کند. همین اتفاق باعث شد تا Magnor فرصت خیلی خوبی برای فرار کردن پیدا کند و از آن‌جا برود. اولی بلافاصله Magnor را دنبال کرد و به دفتر او رسید. او قصد داشت که به جرم کشتن آن قاچاقچی مواد، Magnor را دستگیر کند اما مدت زیادی طول نکشید که شدو خود را به آن‌جا رساند و Magnor را هم به قتل رساند و نقشه‌های اولیور را نابود کرد. تقریباً یک سال بعد از این ماجرا، اولی دوباره با شدو ملاقات کرد.
در طی این برهه زمانی، یکی از مأموران سازمان سیا به نام مأمور آزبورن در حال اخاذی کردن از اولی بود. او، اولی را مجبور کرده بود تا شدو را شکار کند که به این طریق بتواند نقشه یک گنج را پیدا کند. اولی بالاخره توانست ردِ شدو را بزند و خودش را به او برساند. اما به محض اینکه اولیور خود را به شدو رساند، او با استفاده از تیر خودش، در ناحیه سینه به اولیور تیراندازی کرد. شدو بعد از این اتفاق، اولیور را تحت نظر گرفت و تا زمانی‌که او بهبودی خود را به دست آورد، مراقبت از او را انجام داد. خیلی زود مشخص شد که در طی همین زمان، داروهایی که شدو به او می‌داد علاوه‌بر اینکه او را درمان می‌کرد، تا حد زیادی هم او را از حالت طبیعی خودش بیرون می‌آورد. اولی تا سال‌ها بعد اصلاً از این موضوع خبردار نشد. علاوه‌بر این، او متوجه شد که به خاطر همان دورانی که در کنار شدو زندگی می‌کرد، پسردار هم شده بود؛ پسری به نام رابرت.
بعد از اینکه شدو، اولیور را درمان کرد و شفا داد، به اولیور گفت که به‌طور اشتباهی، او را با یکی از مهاجمان و افرادی که دنبالش بودند، اشتباه گرفته بود. بعد از این صحبت‌ها هم شدو، اولیور را بدون هیچ نقشه‌ای تنها گذاشت. زمانی‌که سال‌ها بعد، اولیور و شدو دوباره با یکدیگر ملاقات کردند، شدو فرزند خود یعنی رابرت را به پدرش نشان داد و در ادامه هم برای او توضیح داد که در آن دوران تحت درمان، چه اتفاقاتی برایش رخ داده است. علاوه‌بر این، به اولیور گفت که اصلاً دوست ندارد هیچ ارتباطی با زندگی پسرش داشته باشد و باید او را به حال خودش رها کند.

### ساعت صفر
اولیور همیشه دوست نداشت عضو تیم لیگ عدالت باشد و حتی در برهه‌ای از زمان تصور می‌کرد که نباید چنین گروهی وجود داشته باشد
در این برهه زمانی، اولیور کویین کم‌کم دوباره به همان ریشه‌های قهرمانی خودش بازگشت و نقش بسیار مهم و حیاتی‌ای هم در خط داستانی Zero Hour ایفا کرد. زمانی‌که هال جوردن دیوانه شد، اولی هیچ چاره دیگری نداشت جز اینکه به سمت دوست خود تیراندازی کند؛ آن هم درست در زمان درست تا بلکه دیگر قهرمانان و دوستانش بتوانند او را دستگیر کنند و سرِ عقل بیاورند. چندی قبل از این ماجراها، اولیور به هال کمک کرده بود تا عشق خیلی قدیمی و بزرگ زندگی‌اش را نجات دهد. در اصل، این یکی از دلایل اصلی‌ای بود که او توانست دوباره به مسیر اصلی و قهرمانی خود بازگردد، آن هم‌زمانی‌که مسیر خود را کاملاً گم کرده بود. بعد از گذشت مدتی از این ماجراها، اولیور متوجه شد که او یک پسر بزرگ و بالغ به نام «کانر هاوک» دارد؛ کسی که همانند خودش یک تیرانداز بسیار ماهر بود.
اولی و کانر به مرور زمان خیلی به یکدیگر نزدیک شدند و ارتباط قوی‌ای هم برقرار کردند. این ارتباط و احساسات آنقدر قوی بود که حتی کانر تصمیم گرفته بود تا در مبارزه‌های پدرش، به او کمک کند. اما این حس بسیار خوب ارتباط پدر و پسری آنقدرها هم به‌طور نیانجامید و اتفاقات بد درست مثل همیشه رخ داد. در طی این برهه زمانی، اولی مجبور شد تا به درون یک گروه اکو تروریستی به نام ارتش ایدن نفوذ کند. او بعد از نفوذ، جان خود را فدا کرد تا این گروه را نسبت به انجام دادن عملیاتشان متوقف کند؛ آن‌ها قصد داشتند بمبی را منفجر کنند که می‌توانست شهر مترو پلیس را به‌طور کامل نابود کند. بعد از این اتفاقات غم‌انگیز، کانر تصمیم گرفت که به افتخار پدرش، لباس و هویت گرین ارو را بگیرد و همانند او به فعالیت بپردازد.

### تیردان
چند سال بعد از مرگ قهرمان سبزپوش، ظاهراً اولیور کویین توسط هال جوردن احیا شد و دوباره به زندگی بازگشت؛ آن هم در طی مدت زمانی‌که هال در قالب اسپکتر فعالیت می‌کرد. با اینکه اولی زنده شده بود اما هیچ خاطراتی از سال‌های قبل از مرگش نداشت. این موضوع هم فقط به خاطر این بود که هال جوردن، دوست خود را به‌عنوان یک «Hollow» احیا کرده بود، یعنی انسان بدون روح. اولی مدت خیلی کمی بعد از احیا شدنش، در خیابان‌های استار سیتی جان یک مرد پیر به نام «استنلی داور» را از دست یک سری قاچاقچی و دزد، نجات داد. استنلی هم به‌عنوان تشکر، اولیور را به خانه خودش برد و کاری کرد که او دوباره بتواند همانند قبل شود.
در طی یک حمله و یورش ناگهانی به سمت مهمانی خانگی یک فرد عالی‌رتبه و صاحب منصب، اولیور توانست جان یک نوجوان به نام «میا دیردرن» را نجات دهد و او را زیر بال و پر خود بگیرد. بعد از گذشت یک مدت زمان، استنلی متوجه شد که اولی یک Hollow است. از آنجایی که خود استنلی در گذشته فرد نسبتاً شرور و شیطانی‌ای محسوب می‌شد و علاوه‌بر آن وسواس به‌شدت زیادی نسبت به جاودانگی داشت و مدام به‌دنبال آن بود، تصمیم گرفت که تلاش کند تا روح خود را به درون بدن اولیور بفرستد. او قصد داشت تا از این طریق میزان طول عمر خود را افزایش دهد و کنترل یک موجود شیطانی را در دست بگیرد که هر چیزی را که او می‌گفت، برایش انجام می‌داد. به همین ترتیب استنلی توانست گرین ارو را دستگیر کند و او را به‌عنوان یک زندانی در زیرزمین خانه خود پنهان کند. علاوه‌بر این، او یک طلسم خونی خاص هم روی خانه‌اش قرار داده بود که فقط بستگان خونی اولیور می‌توانستند به آن‌جا وارد شوند.
کانر هاوک، بلک کنیری، بتمن و جیسون بلاد، همگی بیرون از این ساختمان قرار داشتند و به‌شدت تلاش می‌کردند که بتوانند وارد آن‌جا شوند و اولی و میا را نجات دهند. از آنجایی که کانر فرزند خونی اولیور محسوب می‌شد، توانست از این مانع عبور کند. بعد از این اتفاق، استنلی یک دروازه به سمت جهنم در زیرزمین خود باز کرد. کانر بعد از وارد شدن به این خانه، در تلاش بود که با ارتشی از شیطان‌ها مبارزه کند و بعد هم به سراغ نجات دادن اولی برود. در همین حین، هال جوردن بالاخره توانست روح اولی را متقاعد کند تا یک بار دیگر به جسم خود بازگردد زیرا روح او حسابی مشغول خوشگذرانی در بهشت بود. او قصد داشت از این طریق، کاری کند تا استنلی دیگر نتواند کنترل جسم اولیور را در دست بگیرد. اولی و کانر تا جایی که می‌توانستند با شیطان‌هایی که مدام در حال زیاد شدن بودند، مبارزه کردند اما درنهایت مجبور به عقب‌نشینی شدند. شیطانی که استنلی تلاش می‌کرد تا کنترل آن را در دست بگیرد از ناکجاآباد ظاهر شد و دری را که به سمت دنیای اموات باز شده بود، بست. در پایان هم این شیطان با خوردن استنلی، او را به قتل رساند.

### صداهای خشونت
در طی مدت زمانی‌که میا همراه‌با اولیور زندگی می‌کرد، یک بار که اولیور مشغول مرتب کردن اتاق او بود، یک کمان زیر بالشت او پیدا کرد. زمانی‌که اولیور تصمیم گرفت که با میا در رابطه با این موضوع صحبت کند، میا به او توضیح داد که دوست دارد به‌عنوان اسپیدی جدید زیر نظر او آموزش ببیند و تربیت شود. بعد از این گفت‌وگو، اولیور به سراغ کانر رفت و این موضوع را با او در میان گذاشت؛ آن هم‌زمانی‌که مشغول کار کردن در مرکز جوانان بود. آن روز اولیور در کنار کانر ماند و زمانی‌که آن‌ها مشغول کار کردن بودند، به میا و کارهای او هم فکر می‌کردند. در همین حین، آن‌ها متوجه شدند که میا روی سقف است و تمرین‌های تیراندازی خود را انجام می‌دهد؛ تیراندازی‌ای که باعث تعجب و حیرت آن دو شد.
از آنجایی که قدرت هدف‌گیری و تیراندازی گرین ارو استثنایی است، خیلی از افراد تصور می‌کنند که او مقداری توانایی ابرانسانی در وجودش دارد
اولیور در طی گفت‌وگو با میا اعلام کرد که او هیچوقت دوست نداشته که میا تبدیل به همکار او شود. اولی اعتقاد داشت که زمانه دیگر تغییر کرده و قهرمان بودن خیلی نسبت به قبل متفاوت شده است. او همچنین اعلام کرد که اصلاً آمادگی این را ندارد که او را از دست بدهد. بعد از گذشت مدت زیادی از این اتفاق، یک شب که اولی و پسر کانر در خیابان‌های شهر در حال گشت زدن بودن، متوجه شدند چندین مهاجم و دزد در حال اذیت کردن یک زن تنها هستند. زمانی‌که اولی در حال کمک کردن این زن بود و با یک سری از مهاجمان مبارزه می‌کرد، صدای شلیک گلوله شنید. وقتی به سراغ کانر رفت، متوجه شد که پسرش از ناحیه سر مورد اصابت گلوله قرار گرفته است به همین دلیل بلافاصله او را به بیمارستان برد. اولیور قصد داشت تا به هر طریقی که شده، انتقام پسرش را بگیرد. درست زمانی‌که در حال خارج شدن از بیمارستان بود، متوجه شد که کانر به خون نیاز دارد و باید هرچه زودتر اولیور که پدر و هم‌خونش بود، به او خون می‌رساند.
بعد از انجام این کار، اولیور متوجه شد که یک مرد مرموز در حال رفتن به سمت اتاق‌های عمل است و صداهایی را هم تقلید می‌کند. دایانا تلاش کرد تا او را متوقف کند اما این مرد مرموز بعد از اینکه یکی از دکترها را کشت، به سمت شانه دایانا هم تیراندازی کرد. اولیور بلافاصله به سمت دایانا رفت و با پرتاب یک تیر به سمت شانه همان مرد، توانست دایانا را نجات دهد. اولی علاوه‌بر این تیر جدیدی را به سمت صورت او نگه داشته بود تا او کار دیگری انجام ندهد. اولیور از میا خواست تا کاری کند که مردم از آن‌جا دور شوند و به آن مرد مرموز گفت که ماسک خود را بردارد. او از دکترها خواست تا باقیمانده بخش‌های عمل را انجام دهند و هرچه سریع‌تر آن را به پایان برسانند. آن مرد مرموز که «Onomatopoeia» نام داشت، بالاخره از جای خود بلند شد و قصد داشت تا با سختی فراوان از آن‌جا فرار کند و به سمت پشت بام بیمارستان برود. البته اولیور هم متوقف نشد و با اینکه او در حال فرار بود، اما باز هم چندین تیر دیگر به سمت او پرتاب کرد که یکی از آن‌ها به پای او خورد و او را از سقف بیمارستان آویزان کرد. بااین‌حال، Onomatopoeia آنقدر دست و پا زد که بالاخره از آن‌جا هم خودش را آزاد کرد و سقوط کرد و به پایین افتاد. زمانی‌که اولیور خودش را به آن نقطه رساند، Onomatopoeia دیگر رفته بود. دو هفته بعد از این ماجرا، کانر به هوش آمد و به نظر می‌رسید که کاملاً بهبود پیدا کرده است. اما همچنان زخمی بود.

### بحران هویت
در طی اتفاق‌های رویداد بحران هویت، اینگونه نشان داده شد که اولی، بری آلن، هال جوردن، قناری سیاه، زاتانا، هاوک من و Elongated Man، همگی بخشی از ماجرای پاک کردن ذهن «دکتر لایت» بودند؛ آن هم بعد از اینکه او در ماهوارهٔ لیگ عدالت آمریکا پیدا شد که سو دیبنی را نابود کرده بود. زمانی‌که سو به قتل رسید، تمام اعضای تیم به سراغ دکتر لایت رفتند؛ زیرا اعتقاد داشتند، او کسی بود که سو دیبنی را به قتل رسانده بود تا بتواند انتقام خود را به این طریق بگیرد. از طرف دیگر هم دکتر لایت برای اینکه بتواند از خودش محافظت کند، دث استروک را به‌عنوان یک بادیگارد برای خودش استخدام کرد. زمانی‌که اعضای گروه بالاخره توانستند دکتر لایت را پیدا کنند، دث استروک توانست تقریباً تمامی آن‌ها را شکست دهد و ناتوان کند. اما اولی تا جایی که می‌توانست تلاش کرد و به‌صورت کاملاً مخفیانه و آرام، از پشت خودش را به دث استروک نزدیک کرد. زمانی‌که اولیور به دث استروک نزدیک شد، یک تیر در چشم‌بند او که زیرش هیچ چیزی نبود، فروکرد. همین کار و اتفاق باعث شد تا دشمنی و درگیری طولانی مدت اولی و دث استروک آغاز شود.

### یک اسپیدی جدید
در این برهه زمانی، اولیور متوجه شد که میا به HIV مثبت مبتلا شده است. این موضوع تا حد زیادی روی اولیور تأثیر گذاشته بود و عمیقاً او را نابود کرده بود. به همین ترتیب به میا گفت که فعالیت‌های خود را به‌عنوان یک مبارز با جرم و جنایت، به پایان برساند. درست در طی همین ماجرها هم اولی با یک شرور جدید به نام «دنی برِکوِل» در حال مبارزه و دست‌وپنجه نرم کردن بود. این شرور که با نام «برِک» شناخته شده بود، یک ابرانسان محسوب می‌شد که پوست قرمز رنگی داشت و هیچ چیز نمی‌تونست به این پوست نفوذ کند یا آن را از بین ببرد. برک یک موج جنایتکارانه بزرگ را به راه انداخت، به طوری که کنترل تمام خیابان‌های این شهر را خیلی زود از دست مافیاها و خلافکاران بزرگ دیگر گرفت. او تحویل پلیس داده شد اما کمتر از ۲۴ ساعت بعد از دستگیری، آزاد شد. بعد از این اتفاق، او به سراغ دختر شهردار رفت و او را گروگان گرفت.
از همین رو کانر و اولی فعالیت‌های خود را آغاز کردند و از هرکسی بازجویی می‌کردند تا از جای دقیق اسارت دختر شهردار باخبر شوند اما به هیچ اطلاعات مفیدی دست پیدا نکردند. در طی یکی از این شب‌ها که گرین ارو در حال چرخیدن در خیابان‌های شهر بود، درون یک تله افتاد و بلافاصله توسط گروهی از افراد برک محاصره شد. درست زمانی‌که به نظر می‌رسید که اعضای این گروه تا سر حد مرگ گرین ارو را کتک می‌زنند، میا درحالی‌که یک لباس مبدل جدید بر تن کرده بود، خودش را به آن‌جا رساند و اولیور را نجات داد. اولی به کمک میا از آن‌جا فرار کرد و به او گفت که دیگر این لباس را نپوشد و فعالیت‌هایش را متوقف کند. اما میا در مقابل به اولیور گفت که دوست دارد کارهای خوبی در زندگی‌اش انجام دهد.
زمانی‌که عصبانیت اولی تا حدودی کاهش پیدا کرد، تصمیم گرفت که خودش به‌تنهایی به سراغ برک برود و با او مقابله کند. در این ملاقات، مبارزه بین این دو خیلی زود آغاز شد و اولی توانست با پرتاب یک تیر چسبنده به داخل دهان برک، برتر را در این مبارزه به دست بیاورد. زمانی‌که چسب وارد دهان برک شد، کم‌کم حس خفگی به او دست داد و شرایط بدی به وجود آمده بود اما گرین ارو توانست او را نجات دهد. اولیور به برک یادآوری کرد، تنها به این خاطر است که او خودش به او اجازه زنده مانده داده و بعد از گفتن این حرف، او را ترک کرد. زمانی‌که میا دوباره با اولیور صحبت کرد، او اجازه داد که میا دوباره با او به خیابان‌ها بازگردد و فعالیت‌های خود را دوباره از سر بگیرد.
زمانی‌که روی هارپر از ماجرای میا و فعالیت‌های او باخبر شد، به سراغ اولیور رفت تا در رابطه با این موضوع با او صحبت کند. آن‌ها در رابطه با گذشته روی صحبت کردند و اینکه او می‌توانست به‌جای میا در کنار اولیور فعالیت کند. روی هارپر اعتقاد داشت که میا بدون اینکه هیچ احترامی به او بگذارد و پیش از انتخاب، با او صحبت کند، اسم اسپیدی را برای خودش برداشته است. در همین برهه زمانی، روی هارپر توسط فردی به نام «کنستانتین دریکن»، دستگیر شد. به همین ترتیب سایر اعضای خانواده ارو تلاش خود را کردند که روی را از این مخمصه نجات دهند اما در نهایت مجبور شدند که از اعضای گروه Outsiders هم کمک بگیرند.

### یک سال بعد
رابرت کویین، پدر اولیور، دلیل اصلی تبدیل شدن او به گرین ارو بود
در طی ماجراهای رویداد One Year Later، اولیور کویین بهترین استادان هنرهای رزمی در سطح دنیا را استخدام کرد تا به او یاد بدهند که به‌عنوان یک انسان معمولی چگونه می‌تواند به بالاترین سطح از قدرت و توانایی فیزیکی دست پیدا کند. یک قاتل به نام «Natas» هم به در این فهرست به چشم می‌خورد؛ کسی که دث استروک را آموزش داده بود. به محض اینکه کانر از این موضوع خبردار شد، مشاجره‌ای بین او و اولی به وجود آمد. بعد از این ماجراها، اولی تصمیم گرفت که از راه دیگری به هدف خود نزدیک شود و تغییرات را در استار سیتی به وجود بیاورد. به همین ترتیب اعلام کرد که قصد دارد برای شهردار شدن کاندیدا شود. در پایان این انتخابات، اولیور توانست بیشتری رای را بیاورد. او از این سمت و جایگاه خود به این منظور استفاده می‌کرد که بتواند به شغل «دیگر» خود کمک کند.
بعد از شهردار شدن اولیور کویین، دنیا به‌طور کامل تغییر کرد و استار سیتی به چیزی شبیه به شهر گاتهام در طی خط داستانی No Man's Land شده بود؛ زمانی‌که محله‌های کم درآمد که با نام Glades شناخته می‌شدند، با استفاده از یک دیوار بتنی بزرگ، به‌طور کامل از سایر دنیا جدا شدند. از همین رو، گرین ارو با مافیاها و خلافکارهای محلی متحد شد تا با کمک یکدیگر از این خیابان‌ها محافظت کنند؛ آن هم‌زمانی‌که موجودات جهش یافته به این منطقه حمله کرده بودند. اولیور در قالب شهردار استار سیتی تمام تلاش خود را می‌کرد تا به تمام مردم سراسر دنیا نشان دهد که مردم استار سیتی در چه شرایطی قرار دارند و چه سختی‌هایی را تحمل می‌کنند. او رسانه‌ها و خبرنگارها را مجبور می‌کرد تا اتفاقات مختلفی را که در این شهر رخ می‌دهد، منتشر کنند. او یک بار ۱۴۰ زوج را روی پله‌های سیتی هال عقد کرد. جالب است بدانید، شرایط به‌گونه‌ای شده بود که اگر زوجی قصد داشتند در استار سیتی ازدواج کنند، مجبور بودند حداقل ۱۴ روز در آن شهر بمانند. در طی این مدت هم شهردار آن‌ها را مجبور می‌کرد تا آن‌ها در این شهر پول خرج کند تا بلکه او بتواند به وسیله این پول، تمام بخش‌های شهر خود را به همان وضعیت قبلی بازگرداند.
او تصمیم گرفت که دوباره مالیات‌ها را از دولت بگیرد زیرا که قصد داشت با استفاده از این پول، شهر خود را دوباره قدرتمند کند. در طی این ماجراها، هال جوردن به اولیور پیشنهاد داد که دیوار دور استار سیتی را بردارد اما اولیور اصلاً با انجام این کار موافق نبود؛ زیرا اصلاً زمان مناسبی نبود و شهر آمادگی چنین اتفاقی را نداشت. هنوز مدت زیادی از اینکه اولیور توانست مقداری پول برای بازسازی شهر به دست بیاورد نگذشته بود که گروهی از مردم به او حمله کردند و قصد داشتند که با دزدیدن این پول‌ها، کنترل کامل شهر را در دست بگیرند. بروس وین که وضعیت افتضاح این شهر را دیده بود، تصمیم گرفت که پا پیش بگذارد و به افراد درون استار سیتی و همچنین بازسازی آن کمک کند. بعد از گذشت مدتی، این دو با یکدیگر متحد شدند تا به سراغ برک و همچنین جیسون تاد که دیگر حالا از هویت رد هود استفاده می‌کرد، بروند و با آن‌ها مقابله کنند.
علاوه‌بر این، در همین برهه زمانی بود که روی هارپر هم هویت جدیدی با نام «Red Arrow» را انتخاب کرد و به جمع اعضای تیم لیگ عدالت پیوست. روی بیشتر از هر چیزی به خاطر الگوی قدیمی خود این نام را انتخاب کرده بود و دوست داشت که با این کار، همچنان راه و مسیر این خانواده را ادامه دهد. رد ارو در این برهه زمانی، یک بخش مهم و قدرتمند در تیم جاستیس لیگ به حساب می‌آمد. اما در نهایت اتفاقی برای او افتاد که باعث شد خانواده ارو از درون به خود بلرز و تا آستانه نابودی پیش برود. اولیور کویین در طی مدت زمانی‌که جایگاه شهرداری را داشت، یک بار دیگر با دث استروگ برخورد کرد. بعدها مشخص شد که این ملاقات درواقع یک تله بود که توسط خود اولی طرح‌ریزی شد و او قصد داشت که در این ملاقات، دث استروک را دستگیر کند. اسلید که اصلاً توقع این اتفاق را نداشت، چاره‌ای جز تسلیم شدن مقابل خود نمی‌دید.
اما این اتفاقات، اصلاً آن چیزی نبودند که به نظر می‌رسیدند. دث استروک زمانی‌که در زندان به سر می‌برد، با کنستانتین دریکن ملاقات کرد. اسلید قصد داشت بداند که در طی یک سالی که او غیبش زده بود و در شهر حضور نداشت، دقیقاً چه اتفاقاتی برای گرین ارو رخ داده است. دریکن هم که در طی این مدت به‌طور کامل اولی را زیر نظر گرفته بود، همه چیز را برای اسلید توضیح داد. البته لازم است ذکر شود که این ملاقات آن‌ها درنهایت منجر به فرار کردنشان از آن زندان شد؛ زیرا این دو با سرپرست قراری گذاشتند و به او قول داده بودند که بعد از مهیا شدن شرایط، او را تبدیل به شهردار شهر می‌کنند. بعد از این ماجراها، در طی این زمان اولی تصمیم گرفت که جایگاه شهرداری خود را به نزدیک‌ترین دوستش بدهد. او تصمیم داشت که دوباره به همان هویت گرین ارو خود بازگردد و در این نقش به فعالیت بپردازد. مدت خیلی کمی بعد از این ماجراها، اولیور از قناری سیاه خواستگاری کرد.

### فریاد برای عدالت
در این برهه زمانی، اولیور و هال یک بار دیگر با هم متحد شدند و یک نسخه دیگر از تیم جاستیس لیگ را تشکیل دادند؛ آن هم بعد از اینکه تیم اصلی توسط «Shadow Cabinet» شکست خوردند. این دو دوست قدیمی متوجه شدند که پرومتئوس در حال برنامه‌ریزی برای انجام کار خاصی بود. به همین ترتیب به سراغ دیگر اعضای این تیم ابرقهرمانی رفتند تا به آن‌ها هم اخطار دهند. البته همان‌طور که انتظار می‌رفت، پرومتئوس یک قدم از آن‌ها جلوتر بود و تظاهر می‌کرد که «فردی فریمن» است. پرومتئوس توانست هر دو تیم را شکست دهد و علاوه‌بر این، دست چپ رد ارو را هم قطع کرد؛ آن هم‌زمانی‌که اولیور در حال تماشا کردن بود. پیش از اینکه پرومتئوس بتواند از آن‌جا فرار کند، دانا تروی توانست او را دستگیر کند و در رابطه با نقشه‌های او به سایر اعضای تیم گفت.
اولیور کویین در سراسر دنیای دی سی، بهترین مرد خانواده‌دار محسوب می‌شود که اهمیت و وقت زیادی برای اعضای خانواده‌اش قائل می‌شود
پرومتئوس در تلاش بود تا با استفاده از یک سری تله پورت کننده‌ها، شهرهای مختلف را به نقطه‌های زمانی‌های تصادفی و متنوع بفرستد. پرومتئوس این نقشه خود را با استار سیتی نشان داده بود اما یک اشتباه و ناکارآمدی بزرگ باعث شد تا بخش زیادی از این شهر به‌طور کامل نابود شود. بعد از گذشت مدت کوتاهی، این وضعیت به سطح بدتری رسید؛ زیرا روی اصلاً توانایی مبارزه کردن نداشت و از طرف دیگر دختر او هم در حال مردن در دستان پرومتئوس بود و او هیچ کاری نمی‌توانست انجام دهد. به همین ترتیب اولیور تا جایی که جان در بدن داشت به خودش فشار آورد تا بلکه بتواند کمی از ناراحتی‌ها و جراحت‌ها کم کند. اما درنهایت مجبور شد که به پرومتئوس اجازه فرار کردن بدهد؛ البته به این شرط که بتواند کدهای مخصوص ماشین او را به دست بیاورد. بعد از گذشت مدت کوتاهی اولیور، پرومتئوس را تحت تعقیب قرار داد و در طی یک رویداد که می‌توانست پیامدهای بد و جدی‌ای داشته باشد، با پرتاب کردن یک تیر، درست به طرف صورت و بین چشم‌های او، پرومتئوس را به قتل رساند.

### تاریک‌ترین شب
در طی خط داستانی تاریک‌ترین شب، نامرده‌ها یا همان مرده‌های زنده در سراسر جهان قرار داشتند و به وسیلهٔ حلقه‌های بلک لنترن دوباره به زندگی بازگشته بودند. از آنجایی که اولیور هم در این خط داستانی احیا شده بود، یک حلقه بلک لنترن دریافت کرد. اولی بعد از استفاده از این حلقه، درون آن گیر افتاد. به طوری که بدن او به‌طور کامل توسط همان حلقه کنترل می‌شد و کم‌کم در حال نابود کردن و کشتن او بود. زمانی‌که بدن اولی تحت تأثیر این حلقه بود، به سمت قناری سیاه حمله‌ور شد؛ کسی که به خاطر مرگ دوبارهٔ همسرش، به‌طور کامل نابود و ویران شده بود. به محض اینکه اولیور به سمت قناری سیاه حمله کرد، اسپیدی یا همان میا دیردرن به همراه کانر هاوک به او پیوستند تا به او کمک کنند.
آن‌ها در حین همین مبارزه، از اولی خواهش و التماس می‌کردند که دست از این کارها بردارد و تبدیل به خود واقعی‌اش شود؛ زیرا اولی واقعی در حال تماشا کردن این بود که بدن خودش، به کسانی که دوستشان دارد، حمله کرده است. اولی در همین لحظه به این نتیجه رسید که او، ارادهٔ خیلی بیشتری نسبت به دیگر لنترن‌ها دارد. به همین دلیل با تمام توان بدن خود را مجبور کرد تا یکی از تیرهای خود را به اشتباه به نقطه دیگری پرتاب کند. کانر که این صحنه‌ها را دیده بود، اولی را منجمد کرد. او به این موضوع اشاره کرد که اولیور حتی زمانی هم که مرده، تلاش می‌کند تا به آن‌ها کمک کند. بعد از گذشت مدتی، اولیور توسط یکی از وایت لنترن‌ها نجات پیدا کرد و آزاد شد.

### درون جنگل
بعد از ماجراهای خط داستانی تاریک‌ترین شب، یک جنگل درست در مرکز استار سیتی شروع به روییدن کرد؛ جنگلی که توسط یک حلقه وایت لنترن خلق شده بود. گرین ارو بعد از کشتن پرومتئوس تبعید شد و در این برهه زمانی درون این جنگل زندگی می‌کرد به‌عنوان یک نسخه مدرن و امروزی از رابین هود به فعالیت می‌پرداخت. در همین حین هم شرکت صنایع کویین توسط افرادی که خودشان را «کویین» معرفی می‌کردند، خریداری شد؛ آن‌ها قول داده بودند که این شهر را بازسازی کنند. به همین منظور به‌عنوان اولین اقدام، آن‌ها نیروهای پلیس مخصوص به خودشان را تشکیل دادند.

### ماشین کشتار
از آنجایی که شرکت Stellmoor International با تلاش و کشمکش توانست کنترل شرکت صنایع کویین را به دست بیاورد، باعث شد تا اولیور به‌طور کامل نابود و ورشکست شود. در طی این رویداد، اولیور به سراغ مدیرعامل شرکت صنایع کویین یعنی امرسون رفت و با او برخورد کرد. در طی مکالمه‌ای که آن‌ها با یکدیگر داشتند، والتر امرسون کم‌کم گذشته رابرت کویین را برای اولیور آشکار کرد اما پیش از اینکه بتواند اطلاعات بیشتری را فاش کند، توسط یک تیرانداز که از تیرهای فریبنده استفاده می‌کرد، کشته شد. پیش از اینکه نیروهای امنیتی با سرعت و شدت وارد دفتر امرسون شوند، بدن مدیرعامل این شرکت به بیرون از پنجره کشیده شد. حال شرایط به‌گونه‌ای بود که انگار اولیور، او را از پنجره به بیرون پرتاب کرده است.
از همین رو اولی با نیروهای امنیتی درگیر شد اما در نهایت توانست آن‌ها را شکست دهد و از آن‌جا فرار کند. اولی بلافاصله بعد از فرار کردن با متحدان خود یعنی «نائومی» و «جکس» ارتباط برقرار کرد. اما متوجه شد که آن‌ها هم در بخش Q-core گروگان گرفته شدند؛ بخشی که مدت کوتاهی بعد از آن تماس به‌طور کل منفجر شد و به روی هوا رفت. اولی که دیگر اصلاً نمی‌دانست باید کجا برود، تصمیم گرفت که به زیر زمین و به سراغ یکی از خانه‌های امن خود برود. البته آنطور که از اسمش به نظر می‌آید، امن نبود زیرا بلافاصله توسط قاتل امرسون یعنی «کومودو» مورد حمله قرار گرفت. اولی بعد از دیدن این تیرانداز، متوجه شد که اصلاً نمی‌توان از پسِ او بربیاید و حریفش باشد اما مدت زیادی طول نکشید که فرد مرموزی به نام «میگس» به آن‌جا آمد و به او کمک کرد.
خیلی از طرفداران تصور می‌کنند که گرین ارو هم درست مانند بتمن یک چارچوب اخلاقی در زمینه نکشتن دارد اما اینگونه نیست زیرا اگر موقعیتش پیش بیاید و اولیور به‌شدت عصبانی شود، دست به کشتن هم می‌زند
زمانی‌که این مبارزه با کومودو به پایان رسید و تمام جراحت‌های اولی هم بهبود پیدا کرد، به هوش آمد و متوجه شد که میگس یک یادداشت برای او گذاشته است. این فرد مرموز در یادداشت خود به اولیور گفت که سیاتل را ترک کند و به جایی به اسم «بلک میسا» برود. در طی مدت زمانی‌که اولیور سعی داشت تا تمام اتفاقات اخیر را مرور کند و سعی در هضم کردن آن‌ها داشت، استیو ترور با او تماس گرفت. استیو در مکالمه خود، اولیور را به خاطر اینکه خودش را در چنین آشفته بازاری گیر انداخته، سرزنش کرد. اما در ادامه پیشنهاد داد که اعضای لیگ عدالت آمریکا را به سراغ او بفرستد تا در ازبین‌بردن این شرایط بد، به او کمک کنند. استیو همچنین پیشنهاد داد که یک هویت جدید هم به او بدهند زیرا اولیور کویین به اندازه کافی نابود شده بود و دیگر هیچ اعتباری نداشت.
اولی بعد از شنیدن پیشنهادهای استیو ترور همه آن‌ها را رد کرد و از او خواست تا مقداری به او وقت بدهد بلکه توانست خودش به‌تنهایی این مشکلات را از بین ببرد. بعد از این مکالمه، اولیور به خانه یکی از کارمندان سابق خود به نام «هنری فیف» رفت؛ کسی که اولیور خودش شخصاً او را اخراج کرده بود. در این ملاقات، اولیور دوباره هنری را استخدام کرد و از او خواست تا بخشی از تیم ارو باشد. درست در همین حین هم مشخص شد که کومودو درواقع مدیرعامل شرکت Stellmoor International است و از طرف دیگر هم‌زمانی‌که بخش Q-core منفجر شد، نائومی و جکس واقعاً در آن حضور نداشتند. کومودو به سراغ جکس رفت و او را تهدید کرد که ردِ اولیور را بزند اما زمانی‌که او زیر بار این تهدید نرفت، کومودو او را کشت.
بااین‌حال از طرف دیگر، نائومی قبول کرد که در پیدا کردن اولیور، به کومودو کمک کند. گرین ارو به سراغ صحنه جرم رفت تا تحقیق و بررسی خود را در رابطه با داستان اصلی امرسون آغاز کند. او در طی همین ماجرا به وجود یک اتاق پنهان پی برد؛ جایی که در آن اولیور یک تصویر از امرسون، پدرش و یک مرد ناشناس پیدا کرد. در همین لحظه میگس دوباره به‌طور پنهانی ظاهر شد و به او گفت که بهتر است به بلک میسا برود. درست زمانی‌که میگس این حرف را زد، ارو تیر خود را بیرون آورد و به سمت صورت میگس گرفت. زمانی‌که ارو و میگس درگیر بودند، فیف به ارو خبر داد که نیروهای پلیس در راه هستند و قصد دارند که به سراغ او بروند. به همین ترتیب ارو به‌دنبال یک راه خروج بود تا از آن‌جا فرار کند.
بااین‌حال همه چیز آنطور که باید و شاید پیش نرفت زیرا نقشه فرار گرین ارو خیلی زود توسط کومودو خراب شد. این دو درگیر یک مبارزه شدند و مدام به سمت یکدیگر تیر پرتاب می‌کردند؛ نبردی که در آن کومودو درنهایت پیروز آن شد. کومودو بعد از این مبارزه به اولیور اعلام کرد که او پدر اولی را کشته است؛ حرفی که اولیور در پاسخ به آن گفت، پدرش در یک حادثه هلیکوپتری جان خود را از دست داده است. زمانی‌که کومودو قصد ادامه دادن این بحث را داشت، یک هلیکوپتر پلیس به آن‌جا آمد و به‌طور کامل حواس آن‌ها را به خودش جلب کرد. ارو که خیلی زود به خودش آمد، از این حواس‌پرتی به نفع خود استفاده و تلاش کرد که از دست کومودو فرار کند. او در همین حین، یک تیر هم درون پای کومودو فرو و او را زخمی کرد.
حال که گرین ارو، کومودو را ضعیف و زخمی کرده بود، تصمیم گرفت که ماسک او را بردارد و هویت واقعی او را متوجه شود اما در همین لحظه توسط یک فرد ماسک‌دار دیگر زخمی شد؛ فردی که کومودو را «پدر» خطاب کرده بود. زمانی‌که این دختر ماسک‌دار به آن‌ها رسید، مبارزه‌ای بین او و ارو صورت گرفت که درنهایت این فرد ناشناس توانست اولیور را شکست دهد. ارو در این نبرد به‌شدت آسیب دیده بود و دیگر توان مبارزه نداشت به همین دلیل تصمیم گرفت که کومودو را رها کند و از آن‌جا برود. کومودو به سمت هلیکوپتر پلیس تیراندازی کرد تا دردسر آن‌ها را کم کند و با خیال راحت به هدف خود برسد. او، دختر خود را سرزنش کرد که بدون اجازه او به خیابان‌ها آمده بود و جانش را به خطر انداخت. او خطاب به دخترش اعلام کرد که این یک جنگ واقعی است و آن‌ها باید در این جنگ پیروز شوند. همین که این پدر و دختر در حال صحبت کردن بودند، ارو در تلاش بود تا هرچه زودتر خودش را از آن مخمصه نجات دهد و فرار کند اما در میانه راه به خاطر میزان زیاد خونریزی، توان خود را از دست داد و بیهوش شد.
بعد از گذشت مدت کوتاهی، کومودو به مقر عملیاتی خودش رفت و در حال پاسخگویی به فرد ناشناسی بود که مافوقش محسوب می‌شد. این فرد که بخشی از یک گروه به نام The Outsiders به حساب می‌آمد، حسابی کومودو را به خاطر شکستی که در طی نبرد خود خرده بود، سرزنش کرد. این فرد به کومودو اعلام کرد که دیگر دست از شکار اولیور کویین بردارد، مأموریت خود را رها کند و به پراگ بازگردد. کومودو که از این حرف‌ها ناراحت و عصبانی شده بود، تصمیم گرفت که همان‌جا بماند و کاری را که آغاز کرده بود، به پایان برساند و اولیور کویین را شکار کند. نائومی که قصد داشت بیشتر از قبل نمک روی زخم کومودو بریزد، به او گفت که اصلاً دربرابر اولیور کویین شانسی ندارد و خیلی زود از او شکست می‌خورد. اما کومودو با اعتماد به نفس پاسخ داد که انگیزه بیشتری نسبت به اولیور دارد و قدرت او در این نبرد بیشتر از این تیرانداز است.
 اولیور کویین دوربین‌های کوچکی را روی تیرهای خود قرار داده تا بفهمد که چه افرادی از تیرهای او استفاده می‌کنند
اولیور بعد از اینکه به هوش آمد، متوجه شد که نائومی هنوز زنده است؛ آن هم به‌لطف یک پخش ویدیویی که در مقبره مخصوص خانواده کویین پخش شده بود. گرین ارو زمانی‌که خود را به این مقبره رساند، متوجه شد که بمبی از پشت به کمر نائومی بسته شده است. در همین لحظه، کومودو هم به آن‌جا آمد و دوباره با گرین ارو درگیر شد. فیف که در حال تماشای این ماجرا بود، سریع خود را به آن‌جا رساند تا بمبی را که به نائومی بسته شده بود، خنثی کند. درست در همین حین ارو و کومودو همچنان با یکدیگر درگیر بودند و مبارزه سختی بین آن‌ها در جریان بود. درنهایت فیف موفق شد که بمب را خنثی و نائومی را نجات دهد اما نبرد بین کومودو و گرین ارو به اوج خود رسیده بود و هیچ چیز نمی‌توانست این دو را از هم جدا کند.
گرین ارو در این مبارزه کمی وحشی و خشن شده بود و کومودو او را بابت این موضوع سرزنش می‌کرد. درنهایت گرین ارو توانست کومودو را شکست دهد و بعد هم یک تیر درون یکی از چشمان او فروکرد. پیش از اینکه ارو بتواند ماسک کومودو را بردارد، حریف او توانست از آن‌جا فرار کند؛ آن هم با استفاده از یکی از تیرهای فریبنده خود ارو. زمانی‌که دیگر همه چیز به خوبی و خوشی تمام شد، ارو دوباره با نائومی متحد شد و اعضای تیم دوباره درکنار یکدیگر بازگشتند. یک هفته بعد از این ماجراها، اولیور بالاخره به بلک میسا سفر کرد تا چیزهایی را که میگس گفته بود، انجام دهد. در آن‌جا او با یک افسر پلیس ملاقات کرد؛ افسر پلیسی که او را با استفاده از یک تبر بیهوش کرد.
اینگونه مشخص شد که این افسر پلیس، که «بوچر» نام داشت، تمام این مدت همدست میگس بود و با او همکاری می‌کرد. بوچر، اولیور را در وسط جایی ناشناس و اصطلاحاً ناکجا آباد رها کرد. زمانی‌که اولیور به هوش آمد، متوجه شد که نه دیگر تیرهای خود را دارد و نه تجهیزاتی. او تصمیم گرفت که در آن بیابان یک مسیر را در پیش بگیرد و جلو برود. اولی در میان راه به قسمت‌های مختلفی از تجهیزات و همچنین تیرهای خود برخورد می‌کرد. او بعد از گذشت مدتی به یک چادر رسید و پیش از اینکه وارد آن شود، توانست کمی از تشنگی خود را برطرف کند. درون این چادر، اولیور از میگس خواست تا به سؤال‌های او پاسخ دهد؛ درنهایت هم میگس قبول کرد که سؤال‌هایش را پاسخ دهد.
میگس در گفتگوی خود با اولیور اعلام کرد، درون آبی که او نوشیده بود یک مواد مخدر خاص حل شده بود؛ موادی که به اولیور کمک می‌کرد تا ذهن خود را «باز» کند. زمانی‌که میگس داستان خود را آغاز کرد و جزء به جزء آن را توضیح می‌داد، اولیور به‌طور کامل به درون این داستان کشیده شد و به‌نوعی آن را تجربه می‌کرد. اولیور دوباره خود را درون آن جزیره دید و شاهد این بود که مدیرعامل شرکت کویین یعنی والتر امرسون و پدرش رابرت کویین در حال صحبت کردن هستند. امرسون، رابرت را التماس می‌کرد که دست از مأموریت و تلاش خود برای پیدا کردن آن تیر توتمی خاص بردارد. میگس در صحبت‌های خود اعلام کرد که اولی و پدرش، هر دو بخشی از یک قبیله خاص بودند که حول محور این سلاح توتمی ساخته شده بود؛ تیر توتم.
او همچنین عنوان کرد که علاوه‌بر این تیر به‌خصوص، سلاح‌های توتمی دیگر هم در جهان وجود دارند که به صاحبان خود قدرت خاصی می‌دهند و آن‌ها را تبدیل به رهبران قبیله‌های مخصوص به خود کرده است؛ رهبرانی که با هم یک گروه تشکیل دادند و نام آن را The Outsiders گذاشته‌اند. علاوه‌بر این، اولیور از این مکالمه متوجه شد، آن مرد ناشناسی که درکنار پدرش و همچنین امرسون در آن تصویر حضور داشت، درواقع همان کومودو بود. پیش از اینکه اولیور بتواند اطلاعات بیشتری به دست بیاورد، توسط یک اژدهای سه سر مورد حمله قرار گرفت و بلافاصله هم از آن حالت غیرطبیعی خود که به خاطر آن مواد مخدر به وجود آمده بود، بیرون آمد.
میگس در پایان این ملاقات به اولیور گفت که به‌دنبال این سه اژدها بگردد که یکی از همان‌ها هم در اصل کومودو بود. زمانی‌که آن‌ها در حال خروج از چادر بودند، با بوچر برخورد کردند اما اولیور اصلاً به هیچ چیز توجه نکرد و بلافاصله به سمت بوچر تیراندازی کرد. بوچر با سرعت خیلی زیادی توانست در مقابل این تیر جای خالی بدهد و درنهایت اولیور را زمین‌گیر کند. اولیور با دیدن این اتفاقات، ترسید و با خودش فکر می‌کرد که آیا بوچر صاحب و نگهدارندهٔ آن تبر است یا خیر. تنها حرفی که بوچر در این ملاقات زد، این بود که در جنگ پیش رو، او درکنار اولیور خواهد ایستاد و در جبهه او قرار خواهد گرفت.
میگس به اولیور گوشزد کرد که به ولاتاوا برود که بتواند جستجوی خود را برای اژدهای دوم ادامه بدهد. پیش از اینکه این سفر آغاز شود، نائومی و فیف مدام به این موضوع فکر می‌کردند که آیا این راه، مسیر درستی برای اولیور کویین و گرین ارو هست یا خیر و حتی سعی کردند تا نظرات خود را با اولی در میان بگذارند. اولی هم در پاسخ گفت که او شرکت صنایع کویین و همچنین تمام ثروت خود را از دست داده اما سعی دارد که با قدرت مسیر خود را ادامه دهد.

### شدو
اراده درونی اولیور آنقدر قوی است که حتی زمانی هم که تحت تأثیر حلقه بلک لنترن بود، به طرز عجیبی در مقابل آن مقاومت کرد
بعد از خط داستانی و ماجراهای Kill Machine، اولی به سمت ولاتاوا رفت تا دومین اژدها را پیدا کند. اولی، نائومی و فیف با مشاهده شواهد اینگونه استنباط کردند که دومین اژدها به احتمال خیلی زیاد با «Zytle»، فرانروا و جنایتکار ولاتاوا در ارتباط است. اولی بعد از کمی گشت‌وگذار یک زن را پیدا کرد که در زیرزمین گیر کرده بود و زندانی شده بود. به نظر می‌رسید که این زن، اولیور را می‌شناسد و خیلی زود متوجه شد که این مرد جوان، در اصل پسر رابرت کویین است. با اینکه آن‌ها در حال فرار بودند، اما Zytle که نام مستعار «کنت ورتیگو» را روی خود گذاشته بود، به سراغ این دو رفت و در فرار آن‌ها دخالت کرد. او توانایی این را داشت که به‌راحتی تعادل را به هم بزند و حتی یک حالت «ورتیگو» هم در گرین ارو به وجود بیاورد و او را از حالت طبیعی خود خارج کند.
خوشبختانه اولی از یک تیر EMP استفاده کرد تا تأثیر ورتیگویی او را از بین ببرد. بعد از اینکه اولی و آن زن از آن زیرزمین فرار کردند، این زن خودش را با نام شدو معرفی کرد؛ زنی که مادر امیکو محسوب می‌شد و در خط داستانی The Kill Machine هم معرفی شده بود. شدو برای اولیور توضیح داد که چگونه با پدرش آشنا شده بود. هنوز مدت زیادی از مکالمه آن‌ها نگذشته بود که دوباره کنت ورتیگو به سراغ آن‌ها رفت. او دوباره تیری به سمت ورتیگو پرتاب کرد اما این تیر به خاطر قدرت‌های او از بین رفت. اولیور فقط گوش ورتیگو را خراش داد اما در مقابل مورد حمله خود او قرار گرفت و به خاطر این حمله، آسیب نسبتاً زیادی هم دید. درحالی‌که او از درد به خودش می‌پیچید، شدو خیلی زود از همان اطراف یک ماشین پیدا کرد تا بتواند خودش و اولیور را از آن‌جا نجات دهد. او در همین حین، مشاور ورتیگو را هم به قتل رساند.
شدو از کشتن ورتیگو گذشت تا بلکه به این طریق، او به سراغ کومودو برود و به او بگوید که شدو، گرین ارو را در اختیار دارد. سلاح ورتیگو موفق شده بود که پرده گوش اولیور را کاملاً از بین ببرد. همین موضوع تا حد زیادی روی توانایی هدف‌گیری او تأثیر گذاشته بود و او دیگر نمی‌توانست مثل قبل تیراندازی کند. در همان زمان بود که شدو تصمیم گرفت که اولیور اصلاً در شرایط خوبی نیست که بتواند با ورتیگو که دیگر به سیاتل آمده بود، مبارزه کند. بااین‌حال، اولیور اصلاً قصد استراحت کردن نداشت و تصمیم داشت که مبارزه خود را ادامه دهد اما شدو مجبور شد که او را بیهوش کند؛ او در نظر داشت که خودش به‌جای اولیور با ورتیگو مبارزه کند. بعد از گذشت مدتی، اولیور به هوش آمد و به سراغ ورتیگو رفت تا با او مقابله کند زیرا شدو در میانه راه به «ریچارد دریگن» برخورد کرد و به‌شدت آسیب دیده بود. به خاطر برخوردهایی که اولیور قبلاً با ورتیگو داشت، این بار توانست با موفقیت از توانایی‌های او عبور کند. او بلافاصله یک مشت محکم به ورتیگو وارد کرد و به سرعت به پشت او رفت تا دستگاهی را که سرش چسبیده بود و قدرت‌هایش را به او می‌داد، از جا در بیاورد

### جنگ خارجی‌ها
بعد از اینکه اولیور توانست به همان وضعیت قبلی خود بازگردد و بالاترین سطح توانایی تیراندازی خود برسد، شدو پیشنهاد کرد که آن‌ها بلافاصله به همان جزیره‌ای بازگردند که اولیور چندین سال تنها در آن‌جا گیر افتاده بود. کاملاً طبیعی بود که اولیور با شنیدن این پیشنهاد سریع وسایل خود را جمع نکند و راهی نشود، او به‌شدت در انجام این کار تردید داشت. اما شدو توانست او را متقاعد کند که آن تیر توتمی که کومودو به‌دنبال آن می‌گردد، در همان جزیره قرار دارد؛ آن هم در محلی که شدو آن را به‌طور دقیق حفظ بود. به محض اینکه آن‌ها این به جزیره نزدیک شدند، اولیور دوباره تمام آن صحنه‌های قدیم که روی یک کشتی قرار داشت و مهمانی گرفته بود، مقابل خود دید؛ کشتی‌ای که آن‌ها روی آن توسط دزدان دریایی مورد حمله قرار گرفتند، منفجر شد و اولیور را تنها در آن جزیره پهناور تنها رها کرد.
زمانی‌که اولیور روی این جزیره پا گذاشت و روی آن راه می‌رفت، مدام آشنا پنداری یا همان دژاوو را تجربه می‌کرد. او تمام دورانی که در این جزیره گذرانده بود، دوباره به یاد آورد؛ اینکه در آن‌جا کاملاً تنها بود، مدام برای شکار کردن تلاش می‌کرد و شکست می‌خورد. تا اینکه بالاخره آنقدر این کار را تکرار کرد که توانایی‌های بیشتری به دست آورد و حتی با آموزش‌های خودش تبدیل به یک تیرانداز شد، تا اینکه نه‌تنها می‌توانست به‌طور دقیق و با چشمان عقابی خود دقیقاً به همان هدف خود تیراندازی کند، بلکه دیگر می‌توانست یک تیر را از وسط نصف کند؛ البته تمام این اتفاقات مربوط‌به زمانی بود هنوز توسط مردان ماسک‌دار دستگیر نشده بود. بعد از اینکه آن‌ها نقطه مورد نظر را پیدا کردند، شدو یک تیر انفجاری از اولیور گرفت و یک حفره بزرگ در دیوار سنگی مقابلشان ایجاد کرد. شدو بعد از انجام این کار، محل استراحت و قرارگیری تیر توتمی را نشان داد. بعد از اینکه آن‌ها متوجه شدند که این تیر در جای اصلی خود قرار ندارد، بلافاصله هر دوی آن‌ها توسط قبیله سپر مورد حمله قرار گرفتند. البته شدو و اولیور توانستند با استفاده از تیرهای فریبندهٔ خود، آن‌ها را شکست دهند.
بااین‌حال، بعد از شکست اعضای قبیله، اولیور و شدو مورد حمله رهبر آن‌ها یعنی «کودیاک» قرار گرفتند و مجبور شدند که خیلی زود عقب‌نشینی کنند. اولیور مجبور شد تا برای فرار از دست اعضای این قبیله، شدو را به همان کلبه‌ای که مدتی در آن‌جا زندانی بود، ببرد؛ به محض ورود به این کلبه، تمام صحنه‌های شکنجهٔ خود و دردهایی که تحمل کرده بود، دوباره برایش تکرار شد. زمانی‌که آن‌ها وارد این کلبه شدند، یک مرد را دیدند که ماسک یک اژدها را روی صورت داشت. اولیور بلافاصله بعد از دیدن این مرد، او را شناخت (همان کسی بود که شکنجه کننده‌های اولیور را هدایت می‌کرد). زمانی‌که او ماسک خود را برداشت، متوجه شد که درواقع پدر خودش یعنی رابرت کویین است. مثل اینکه رابرت توانسته بود با کمک میگس یا همان «The Immortal Trickster»، مرگ خود را جعل کند؛ او قصد داشت تا با انجام این کار، عطش خون کومودو را از بین ببرد.
گرین ارو می‌تواند در عرض ۲٫۵ ثانیه تیر جدید در کمان خود بگذارد و با هدف‌گیری استثنایی خود پرتاب کند
مدت خیلی زیادی همه تصور می‌کردند که رابرت جان خود را از دست داده است اما در واقعیت او تمام رویدادها را دستکاری می‌کرد تا درنهایت اولیور دوباره به این جزیره بیاید. او حتی تا جایی که می‌توانست، با اولیور مبارزه کرده بود. او حتی در صحبت‌های خود به این موضوع اشاره کرد که برای اطمینان یافتن از اینکه اولیور کاملاً آماده است، حاضر بود تا مرز کشتن او هم پیش برود. او می‌دانست که اگر اولیور نمی‌توانست از خود دفاع کند، کومودو قطعاً او را به قتل می‌رساند. به همین دلیل هم رابرت کاری کرده بود که اولیور به آن جزیره بیاید و خودش را برای تمام اتفاقات آماده کند. ظاهراً، بعد از اینکه رابرت متوجه شده بود که اولیور بعد از پشت سر گذاشتن تمام آن اتفاقات سخت به گرین ارو تبدیل شده بود، میگس را فرستاد تا کاری کند که اولیور دوباره به جزیره بازگردد. رابرت قصد داشت تا با انجام این کار، از اولیور بخواهد که جایگاه او را در قبیله ارو به دست بیاورد و درنهایت هم حق حقیقی خود یعنی رهبری گروه The Outsiders را در دست بگیرد.
اولیور از اینکه پدرش او و مادرش را صرفاً فقط به خاطر یک تیر تنها گذاشته بود، به‌شدت عصبانی شد. اما پیش از اینکه آن‌ها بتوانند بحث و گفتگوی خود را به پایان برسانند، کودیاک آن‌ها را پیدا کرد و سر و کله‌اش پیدا شد. بعد از یک مبارزه، اولیور توانست یکی از دستان کودیاک را بگیرد؛ این در حالی بود که رابرت هم از طرف دیگر یک تیر را به سمت شکم او پرتاب کرد. بعد از اینکه این مبارزه به پایان رسید، اولیور که هنوز از دست پدرش عصبانی بود، یکی از سپرهای کودیاک را برداشت و با استفاده از آن رابرت را بیهوش کرد. بعد از آن هم بلافاصله جزیره را به مقصد پراگ ترک کرد تا بتواند اعضای گروه The Outsiders را متوقف کند. بعد از گذشت مدتی ما شاهد این هستیم که اولیور به‌طور مخفیانه وارد پایگاه The Outsiders می‌شود و تمام افراد مقابلش را شکست می‌دهد؛ آن هم درحالی‌که کومودو در حال صحبت کردن با دختر خود یعنی امیکو است. او دختر خود را به‌گونه‌ای قانع کرد که هدف کشتن اولیور کویین را در سر داشته باشد.
زمانی‌که امیکو به سراغ اولیور رفت و مقابل او قرار گرفت، اولیور تمام واقعیت را برای امیکو تعریف کرد. او برای امیکو گفت که آن‌ها خواهر و برادر هستند و او نمی‌تواند برادر خود را به قتل برساند. اما در همین لحظه، کومودو تیری را در ناحیه سر به سمت اولیور پرتاب کرد؛ آن هم درحالی‌که امیکو در حال تماشا کردن بود. بعد از گذشت مدت کمی، مشخص شد که این فرد، در اصل میگس بوده است نه خود اولیور واقعی؛ زیرا درست در همان لحظه اولیور واقعی به همراه پدرش و همچنین شدو، به آن‌جا آمدند. زمانی‌که اولیور بدن خود را دید، کمی گیج و سردرگم شد اما میگس خیلی زود روی پای خود ایستاد، تیری را که درون سرش رفته بیرون کشید و در همین حین هم چهره واقعی و معمولی خود را نشان داد؛ او نشان داد که در اصل خودش رهبر هفتمین قبیله است، یعنی The Mask.
اولیور به همراه کمک‌های شدو، رابرت کویین، «کاتانا»، بوچر که از قبیله تبر بود و البته میگس به مبارزه با قبیله اسپیر، فیست و ارو پرداخت. شدو بشخصه با کومودو نزدیک شد و حتی تا آستانه کشته شدن هم پیش رفت اما طولی نکشید که توسط رابرت و پسر او اولیور نجات پیدا کرد. در طی همین ماجراها و کشمکش‌ها، رابرت کویین توسط کومودو به قتل رسید. اما پیش از آن، امیکو در رابطه با واقعیت پدر و پدر بزرگ واقعی‌اش فهمیده بود. به همین دلیل با تماشای این صحنه، به پدر ناتنی خود پشت کرد و خیلی زود او را به قتل رساند؛ البته امیکو کاری کرد که کومودو در ابتدا تیر مخصوص را بگیرد و بتواند شاهد مرگ خودش باشد. اولیور بعد از این ماجراها تصمیم گرفت که از حق واقعی و مادری خود بگذرد. او پیش از اینکه دوباره به سیاتل بازگردد، تیر توتمی قبیله ارو را شکست.

### شکسته
بعد از اینکه اولیور به سیاتل بازگشت، با نائومی و فیف روبه‌رو شد که به‌شدت از دست او ناراحت و عصبانی بودند زیرا اولیور آن‌ها را به‌طور کامل ترک کرده بود. بااین‌حال، هنوز مدت زیادی از بازگشت اولیور نگذشته بود که او و دوستانش توسط «رد دارت» که بخشی از گروه Longbow Hunters محسوب می‌شد مورد حمله قرار گرفتند و مخفیگاه آن‌ها چندین بار توسط او منفجر شد. اولیور کم‌کم در حال شکست خوردن از این تیم بود اما خواهر ناتنی‌اش یعنی امیکو به سراغ او آمد و او را کمک کرد. آن‌ها با کمک یکدیگر توانستند تیم Longbow Hunters را به‌طور کامل شکست دهند؛ البته در طی این ماجرا، نائومی هم تا حدودی به آن‌ها کمک کرد. در همین برهه زمانی مشخص شد که جان دیگل، در طی مدتی که اولیور در شهر حضور نداشته، در قالب گرین ارو ظاهر می‌شده است؛ آن هم بدون اینکه رضایت و اجازه اولیور را به دست آورده باشد. در آن زمان، اولیور اصلاً حس و حال و توان این را نداشت که نقش محافظ شهر خود را ایفا کند؛ زیرا درست از زمانی‌که از آن جزیره بازگشته بود، شاهد درد و زجر کشیدن‌های مادرش به خاطر عارضه سرطان بود. هرچند که خانم کویین بعد از متحمل شدن آن همه درد و بیماری، در آخر جان خود را از دست داد و اولیور تا مدت‌ها مشغول عزاداری برای مرگ مادرش بود.
زمانی‌که اولیور متوجه شد که ریچارد دریگن، جان دیگل را ربوده است (آن هم در طی مدت زمانی‌که اولیور در جزیره حضور داشت و درگیر ماجراهای Outsiders War بود)، به سراغ او رفت و با او برخورد کرد. اما زمانی‌که اولیور به آن‌جا رسید، متوجه شد که کنت ورتیگو هم در آن‌جا حضور دارد و با دریگن متحد است. اولیور از دریگن خواست تا دیگل را رها کند و اجازه بدهد که او برود. اما دریگن در مقابل به اولیور گفت که دیگل تنها یک طعمه و گروگان است. از همین رو طولی نکشید که دریگن، دیگل را به سمت پنجره پرتاب کرد و او را به بیرون انداخت. اولیور توانست به موقع یک تیر مخصوص به سمت جان دیگل پرتاب کند تا بتواند جان او را نجات دهد. جان بعد از این ماجراها توضیح داد که ریچارد دریگن واقعاً پسر ریکاردو دیاز است؛ یک رئیس باند جنایتکار که جان دیگل در طی مدت زمان کوتاهی که تبدیل به گرین ارو شده بود، او را شکست داد.
اولیور اغلب اوقات، سوپرمن و بتمن را به‌عنوان «دوقلوهای هیتلر» خطاب می‌کند
از همین رو، دیگل و اولیور تصمیم گرفتند که دوباره به آن‌جا بروند و کار دریگن یا همان دیاز را یکسره کنند؛ البته در طی راه هم با تعداد زیادی از افراد او برخورد کردند و مجبور بودند که در ابتدا این افراد را کنار بزنند. زمانی‌که آن‌ها به بالاترین طبقه ساختمان رسیدند، رگبار گلوله و تیر به سمت دیاز و افراد او که در آن طبقه حضور داشتند، آغاز شد. طولی نکشید که فقط دیاز در این گلوله‌باران زنده و سالم باقی ماند؛ آن هم درحالی‌که تمام تیرهایی را که به سمتش شلیک شده بود، در دست داشت. دیاز توانست به‌طور همزمان هم اولیور و هم جان دیگل را شکست دهد و آن‌ها را خلع سلاح کند. او حتی یک تیر هم درون دست جان دیگل فروکرد. او در اقدام بعدی به سراغ اولیور رفت تا کار او را یکسره کند. دیاز در طی این ماجرا آسیب‌های زیادی را به اولیور وارد کرد اما کاملاً مواظب بود که کار مرگباری انجام ندهد.
البته اولیور هم در ابتدا تلاش می‌کرد که مقاومت کند و به مبارزه با او بپردازد اما این کارها، بیشتر دیاز را سرگرم می‌کرد. این کارها تا حدودی حواس دیاز را پرت کرد، به طوری که اصلاً متوجه نشد که دیگل در پشتش قرار دارد. جان دیگل بعد از قرارگیری در پشت دیاز، سریع تیر را از دست خود بیرون کشید و به اولیور داد. اولیور هم بعد از گرفتن این تیر، بلافاصله آن را در پای دیاز فروکرد و به او گفت که سرخرگ ران او را قطع کرده است و اگر او هرچه زودتر تحت مراقبت‌های درمانی قرار نگیرد، جانش را از دست خواهد داد. بعد از اینکه نیروهای پلیس به آن‌جا رسیدند، به اولیور خبر دادند که کنت ورتیگو فرار کرده است. جان دیگل به‌شدت دوست داشت که به‌دنبال او برود و کار او را هم یکسره کند اما اولیور اعتقاد داشت که بهترین کار در آن زمان این بود که آن‌ها دوباره گروه خود را تشکیل دهند.
دیگل در مقابل به اولیور گفت که او نمی‌تواند به فرد بالغ و مسنی مثل او، حقه‌ها و ترفندهای جدید را یاد بدهد و او دوباره به میدان مبارزه بازگشته است. اولیور بعد از اینکه متوجه شد که فیف آسیب دیده است و در بیمارستان قرار دارد، بلافاصله به بیمارستان رفت تا او را ملاقات کند. او در طی این ملاقات اعلام کرد که امیکو دیگر شاگرد و همکار جدید او است و او باید از تمام قوانین اولیور پیروی کند. اولیور در این برهه زمانی متوجه شد که دیگر تنها نیست. «او بخشی از یک چیز بزرگتر بود. یک شهر. یک جامعه. یک تیم. یک خانواده».

### تیرانداز حرفه‌ای
حتی در میان اعضای ابرقهرمان و ابرانسانی تیمی مانند لیگ عدالت، گرین ارو به‌عنوان «بزرگ‌ترین تیرانداز در سراسر دنیا» به حساب می‌آید. خود گرین ارو اینگونه اعلام کرده که هیچ‌کدام از تیرهایش اصلاً خطا نمی‌روند. براساس گفته‌های خود ارو، او می‌تواند بدون اینکه حتی به هدف‌های خود به‌طور مستقیم نگاه کند، به سمتشان تیراندازی کند. قناری سیاه یک بار به این موضوع اشاره کرده بود که در یک موقعیت، به چشم دیده که اولیور در عرض یک دقیقه، ۲۹ تیر پرتاب کرده است. هدف‌گیری اولیور آنقدر خوب است که می‌تواند به سمت یک قطره آب که شیر آب بیرون می‌آید، تیراندازی کند. او توانسته حتی در شرایط بسیار بد، زمانی‌که میان آسمان و زمین است یا اصلاً تعادل ندارد، با موفقیت و به‌طور کامل به سمت هدف خود تیراندازی کند.
او بزرگ‌ترین تیرانداز دنیای دی سی محسوب می‌شود و براساس گفته‌های برخی منابع (در دنیای دی سی) این حدس هم زده می‌شود که او حتی یک مقدار توانایی ابرانسانی نهفته دارد که می‌تواند آنقدر عالی و بی‌نقص هدف‌گیری کند. هرچند که این توانایی به خاطر تمرین‌های بسیار سخت و فوق‌العاده زیاد به وجود آمده است.

### توانایی مبارزه‌ای
اولیور می‌تواند در عرض یک دقیقه، ۲۹ تیر پرتاب کند
بعد از ماجراهایی که در رویداد One Year later رخ داد، اولیور به‌طور کامل دوباره خود را آموزش داد و بعد از گذشت مدتی تبدیل به یک مبارز بسیار خوب و حرفه‌ای در زمینه نبرد تن به تن شد. علاوه‌بر این، او در طی این مدت زمان به‌طور حرفه‌ای نحوه استفاده از سلاح‌های مختلف را هم یادگرفت. او در رشته‌های مختلفی مانند جودو، کیک باکسینگ، کاراته و زمینه‌های دیگر، تخصص بسیار زیاد دارد. او زیر نظر بزرگ‌ترین مربیان مختلف سراسر دنیا مانند Natas و خیلی استادان دیگر آموزش دیده است. حداقل در یک موقعیت خاص اینگونه دیده شده که بدون هیچ سلاح خاصی، با بتمن نبرد تن به تن انجام داد و حتی تا مرز شکست دادن او هم پیش رفت.
گرین ارو یک جنگجو بسیار خوب است. او برخی اوقات یک شمشیر با خودش حمل می‌کند که توانایی بسیار زیادی در استفاده از آن دارد. او در موقعیت‌های مختلف اینگونه نشان داده که می‌تواند با استفاده از شمشیر خود، تیرهایی را که به سمت او هدایت می‌شود، نابود کند. گرین ارو همچنین نشان داده که می‌تواند با یک کمان هم مبارزه کند.

### هوانوردی
گرین ارو می‌تواند هواپیماها را هم هدایت کند. او در طی دوران فعالیت خود، یک هواپیما مخصوص به نام Arrowplane هم داشته است.